# Uwe Mèffert
Uwe Mèffert (Wernigerode, 30 de noviembre de 1929 - 30 de abril de 2022) fue un inventor y diseñador alemán. Es conocido por haber inventado y patentado diversos rompecabezas de combinación tipo cubo de Rubik como el pyraminx, el megaminx y el skewb.

## Biografía
Uwe Mèffert nació el 30 de noviembre de 1929 en Wernigerode, situado en una región de las montañas Harts en Alemania. Su padre era un farmacéutico llamado Otto Oscar Wilhelm Rudolph Meffert y su madre Emmy Johanna Frieda Von-Vorkauf. Tenía un hermano dedicado a la ingeniería mecánica. Se casó con Jing Meffert, con quien tuvo tres hijos.

### Educación y carrera
Mèffert estudió en varios países, como en Australia, Suiza y otros países asiáticos. Se dedicó a la investigación sobre la nutrición humana y animal. Más adelante, a partir de su incursión en los Puzzles, se interesó en la educación y el pensamiento lógico.

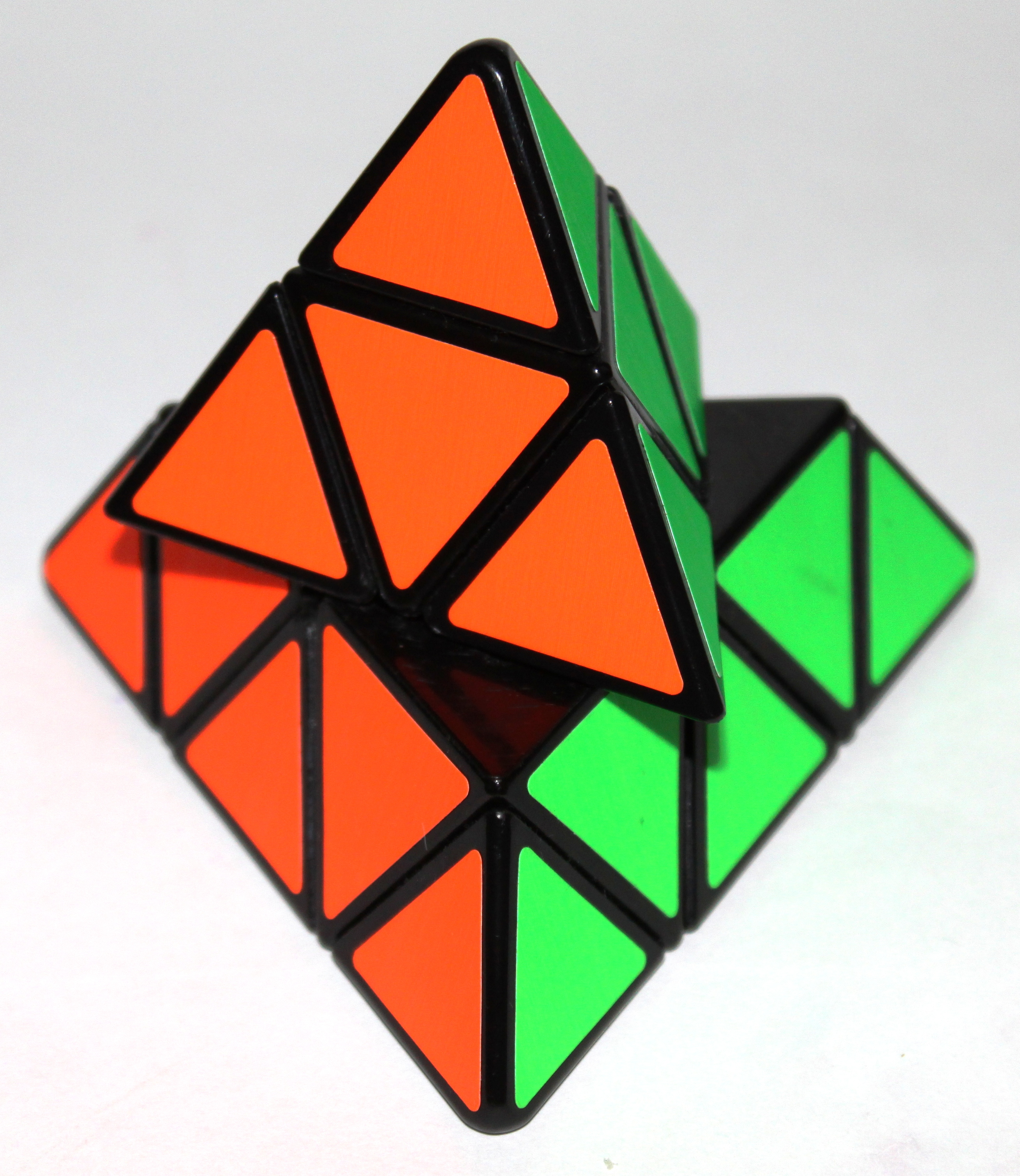
Pyraminx, el Twisty Puzzle más famoso creado por Mèffert.

### Carrera como creador de rompecabezas
Comenzó a diseñar Twisty Puzzles en 1976, el primero de ellos el pyraminx.
Mèffert no tenía la intención de crear rompecabezas, pero llegó a ellos de manera accidental. Mientras realizaba un experimento para una investigación en 1970 sobre los flujos de energía en el cuerpo humano, realizó polígonos básicos de madera. Cortó los polígonos en partes simétricas, uniéndolos a una bola central con bandas elásticas. El experimento no tuvo resultados positivos, pero se percató de que manipular los objetos en movimiento producía efectos estimulantes para el cuerpo y la mente. Dejó los rompecabezas guardados, y cuando descubrió el cubo de Ernő Rubik. Sus amigos le dijeron que debía comercializar sus creaciones, y aunque al principio el fue reacio porque no creía que fueran atractivos; en 1981 presentó sus creaciones a la marca japonesa Tomy Toys, quienes eligieron el Pyraminx, el cual logró vender 90 millones de unidades en tres años.
A partir de entonces diseñó más de 100 rompecabezas de combinación o rotación. En 1983, fabricó y vendió el modelo del Proffesor cube (5x5x5), diseñado por Udo Krell en 1981, en Hong Kong.

### Fallecimiento
Su hijo dijo, en julio de 2022, que su padre había muerto el 30 de abril, por complicaciones con el COVID-19.